# 1978 en jeu vidéo
Cet article présente les faits marquants de l'année 1978 concernant le jeu vidéo.

## Événements
- Première apparition de Nintendo dans le domaine des jeux vidéo avec une borne d'arcade pour un jeu d'othello.
- Sortie aux États-Unis d'Amérique de la Magnavox Odyssey² qui succède à l'Odyssey et qui sort également en Europe sous la marque Philips, sous un autre nom : Videopac G7000.
- Jim Connelley et Jon Freeman fondent Automated Simulations (qui deviendra Epyx) afin de publier leur premier jeu, Starfleet Orion[1].

## Principales sorties de jeux
- Space Invaders sort sur borne d'arcade, il déclenche une polémique au Japon sur l'abrutissement provoqué par les jeux vidéo.
- Zork